# Arben Ahmetaj
Arben Ahmetaj, né le 28 juin 1969 à Gjirokastër, est un homme politique albanais membre du Parti socialiste d'Albanie (PSSh).

## Biographie

### Jeunesse et formation
Après avoir passé en 1991 son baccalauréat universitaire en langue anglaise, littérature anglaise et américaine, il travaille comme conseiller du ministre des Finances entre 1992 et 1993. Il est ensuite nommé directeur général de la Fiscalité. Il obtient une maîtrise en commerce international et diplomatie à l'université du Kentucky en 1996.

### Débuts et ascension en politique
En 2003, il devient vice-ministre de l'Énergie et de l'Industrie, puis vice-ministre de l'Intégration européenne l'année suivante.
Aux élections législatives du 29 juin 2009, il est élu député de la préfecture de Korçë à l'Assemblée d'Albanie. Il siège ensuite à la commission de l'Économie et des Finances. Cette même année, il réussit son doctorat en sécurité nationale et énergétique à l'université de Bucarest.

### Ministre de l'Économie
À la suite des élections législatives du 23 juin 2013, remportées par le centre-gauche, il est nommé le 15 septembre suivant ministre du Développement économique, du Commerce et des Entreprises dans le gouvernement du Premier ministre socialiste Edi Rama. Il devient ministre des Finances le 16 février 2016. Il est remplacé le 22 mai 2017 par Helda Vukaj.
Il retrouve le gouvernement le 13 septembre suivant, comme ministre des Finances et de l'Économie. Il le quitte le 21 janvier 2019.